# Ой у полі криниченька
Ой у полі криниченька — українська народна жниварська пісня, також належить до жанру ліричних пісень
.
Пісня існує в декількох варіантах. Також існує пісня з ідентичною назвою, але з іншим сенсом, про життя і смерть чумака.
У пісні відображено типову для народної лірики тему кохання в якій наявний «соціальний момент», а саме незгода батьків на відносини дівчини з коханим, що було розповсюдженим явищем в 19 столітті, за часів патріархального та феодального ладу на території України.
В тексті пісні наявні літературні рими. У першій строфі кінцеві склади завершальних слів рядків утворюють точний збіг рим (криниченька — водиченька). У строфі номер три, присутня рима-асонанс, де наявний неточний збіг закінчень слів (молоденький — дівчиноньку).
Для лексичного набору пісні є характерним вживання надзвичайно поширених в фольклорі епітетів образно-синтаксичної форми: «холодна водиченька», «козаче молоденький», ці епітети підсилюють емоційне сприйняття образності, формують чуттєве забарвлення пісні. З цього можна висловити припущення, що час створення цього пісенного зразка належить (умовно) до фольклору кінця ХУІІІ-го, першої половини ХІХст., коли ще досить стійкими були патріархальні традиції і широко вживані типові (постійні) літературні образи для фольклору козацької доби: — «козак — козаченько», «дівчина — дівчинонька»
.

## Текст
Ой у полі криниченька, Там холодна водиченька.

Ой у полі криниченька, Там холодна водиченька.

Ой там Роман воли пасе, Катерина воду несе.
Ой там Роман воли пасе, Катерина воду несе.
Роман воли покидає, Катерину переймає.
Роман воли покидає, Катерину переймає.

Катерино, серце моє, В тебе личко рум'янеє.
Катерино, серце моє, В тебе личко рум'янеє.

Ой Романе, Романочку, Не гай мене до раночку.
Ой Романе, Романочку, Не гай мене до раночку.

Налетіли гуси з броду, Замутили чисту воду.

Налетіли гуси з броду, Замутили чисту воду.

Я, молода, постояла, Поки вода устояла.
Я, молода, постояла, Поки вода устояла.

Ой у полі криниченька, Там холодна водиченька.
Ой у полі криниченька, Там холодна водиченька
.